# Cat Ballou
Cat Ballou ist eine deutsche Kölschrock-Band. Sie wurde 2012 mit Et jitt kei Wood bekannt.

## Bandgeschichte
Die drei Bandmitglieder Oliver Niesen, Dominik Schönenborn und Kevin Wittwer spielten schon in Schülerbands mit Schlagzeuger Michael Kraus zusammen. Gegründet wurde Cat Ballou, benannt nach dem gleichnamigen Spielfilm, 1999 in Bergisch Gladbach östlich von Köln. Sie traten regional auf und hatten 2008 einen ersten großen Erfolg als Sieger des Bandwettbewerbs Köln rockt. Im Jahr darauf veröffentlichten sie die EP Achterbahn und die Single Kokosnuss sowie im Januar 2012 ihr Album Neulich.
Im Herbst desselben Jahres schrieben sie mit Et jitt kei Wood (Es gibt kein Wort) ein Lied über die Stadt Köln, mit dem sie im Endspurt des Karnevals 2013 den Wettbewerb Loss mer singe gewannen. Anschließend schaffte es das Stück auch in die deutschen Singlecharts. Zunächst stand die Gruppe bei Pavement Records unter Vertrag. 
Im Oktober 2017 gründeten sie ein eigenes Label namens MIAO Records; hier erschien 2018 ihr Album Cat Ballou. Im März 2018 wurde Schlagzeuger Michael Kraus nach längerer Krankheit durch Hannes Feder ersetzt. Seit der Jubiläumstournee anlässlich des 20-jährigen Bandbestehens im Jahr 2019 erweitert Yannick Richter die Gruppe als Gitarrist. 2021 veröffentlichte Cat Ballou mit Alles bunt ihr fünftes Studioalbum. Als Auskopplung erschien die Single Oh wie schön. Im Oktober 2023 wurde der Song Gute Zeit aus dem Album Unter einem guten Stern veröffentlicht, das im Oktober 2024 erschien.

## Diskografie
Studioalben
- Neulich (2012)
- Lokalpatriot (2013)
- Mir jetzt he! (2015)
- Cat Ballou (2018)
- Alles bunt (2021)
- Unter einem guten Stern (2024)

Livealben
- 25 Jahre – Kölnarena live (2024)

Lieder
- Achterbahn (2011)
- Dat 11. Jebot (2011)
- Kokosnuss (2011)
- Et jitt kei Wood (2012)
- Hück steiht de Welt still (2013)
- Die Stääne stonn joot (2014)
- Immer immer widder (2015)
- Zosamme sin mir nit allein (2016)
- Liebe deine Stadt (mit Mo-Torres und Lukas Podolski) (2016)
- Mer fiere et Levve (2017)
- Heimweh (2019)
- Wenn die Welt hück ungerjeiht (2019)
- Du bes nit allein (2020)
- Ufer vum Rhing (2020)
- Niemols im Läve (2021)
- Lass uns nicht geh’n (2022)
- Gute Zeit (2023)